# Дудко Данило Андрійович
Дани́ло Андрі́йович Дудко (28 липня 1921 — 2 лютого 2009) — український вчений в галузі зварювання і матеріалознавства, заслужений діяч науки і техніки України, академік НАН України (1978). Народився в селі Попелюхи Мурованокуриловецького району.

## Життєпис

Меморіальна дошка академіку Д. А. Дудко на будівлі Інституту електрозварювання ім. Є. О. Патона (Київ, вул. Казимира Малевича, 11)

У 1944 р. випускник Уральського індустріального інституту був рекомендований директору Інституту електрозварювання академіку Є. О. Патонові, який тоді підбирав спеціалістів для розширення в установі наукових досліджень. Відтоді ім'я Д. А. Дудка нерозривно пов'язується з розвитком науки про зварювання і впровадженням її досягнень у виробництво. Данило Андрійович брав активну участь у створенні новітніх технологій, понад 40 років очолював в ІЕЗ ім. Є. О. Патона відділ нових фізико-хімічних способів зварювання. Вчений багато зробив для розширення технічних можливостей дугового зварювання під флюсом. Невеличкий колектив, очолюваний Борисом Євгеновичем Патоном, розробив шлангове напівавтоматичне зварювання, зручне для роботи в умовах монтажу з допомогою легкої портативної апаратури. Інженер-конструктор Д. А. Дудко з-поміж інших творців нової технології в 1950 р. був відзначений Сталінською премією.
У 50-х роках Данило Андрійович бере участь у наукових дослідженнях та вдосконаленні технологій і обладнання для дугового зварювання, зокрема у створенні принципово нового способу дугового зварювання у вуглекислому газі. За цю розробку, яка стала найпоширенішим способом зварювання з допомогою плавлення, вчений разом з групою інших творців був удостоєний у 1963 р. Ленінської премії.
Вагомий вклад вніс Данило Андрійович і в розвиток електрошлакових технологій. Результати наукових досліджень металургійних процесів електрошлакового зварювання покладені в основу його докторської дисертації, яку він захистив у 1964 р. Водночас Д. А. Дудко бере участь у роботах із зварювання у ракетобудуванні, електроніці, енергетиці та ряді інших галузей промисловості. За його участю вперше у світі розробляються обладнання і технології плазмового зварювання на змінному струмі (з допомогою якого виготовляються конструкції з високоміцних алюмінієвих сплавів), мікроплазмове дугове зварювання, відзначене Державною премією за 1972 р. Увінчалися вагомим результатом розпочаті у відділі, очолюваному Д. А. Дудком, дослідження із створення двох з трьох технологій, випробуваних у космосі в 1969 р. на установці «Вулкан».
У 1970—1990 рр. під керівництвом вченого виконуються актуальні для електроніки, приладобудування та ряду інших галузей техніки роботи щодо нанесення покриттів як на метали, так і на органічні та неорганічні матеріали. Серед них — методи детонаційного нанесення покриттів і плазмово-дугове напилювання, відзначені Державною премією УРСР, іонно-плазмова вакуумна технологія, удостоєна премії Ради Міністрів СРСР. У ті ж роки Д. А. Дудко розвиває дослідження з магнітно-імпульсного зварювання, холодного зварювання, плазмової обробки.
Д. А. Дудко — автор більш як 800 наукових праць і винаходів, чимало з яких запатентовані за рубежем. Близько чверть століття він, перебуваючи на посаді заступника директора Інституту електрозварювання ім. Є. О. Патона, координував роботу ДКТБ, дослідних заводів, експериментального виробництва.
Велику увагу приділяв науково-організаційній, громадській і педагогічній діяльності. Він був членом Координаційної ради із зварювання та Наукової ради Держкомітету СРСР з науки і технологій, членом ученої ради Інституту електрозварювання, багато років очолював президію Українського республіканського товариства машинобудівників, входив до редколегії журналу «Автоматическая сварка», був членом експертної ради ВАК.
Заслуги відзначені численними нагородами.